# Upton (Maine)
Upton es un pueblo ubicado en el condado de Oxford en el estado estadounidense de Maine. En el Censo de 2010 tenía una población de 113 habitantes y una densidad poblacional de 1,04 personas por km².

## Geografía
Upton se encuentra ubicado en las coordenadas 44°43′43″N 70°59′1″O / 44.72861, -70.98361. Según la Oficina del Censo de los Estados Unidos, Upton tiene una superficie total de 108.34 km², de la cual 102.33 km² corresponden a tierra firme y (5.55%) 6.01 km² es agua.

## Demografía
Según el censo de 2010, había 113 personas residiendo en Upton. La densidad de población era de 1,04 hab./km². De los 113 habitantes, Upton estaba compuesto por el 98.23% blancos, el 0% eran afroamericanos, el 1.77% eran amerindios, el 0% eran asiáticos, el 0% eran isleños del Pacífico, el 0% eran de otras razas y el 0% pertenecían a dos o más razas. Del total de la población el 0% eran hispanos o latinos de cualquier raza.